# Maria Isabella di Savoia-Genova
Maria Isabella Elena Immacolata Barbara Anna Pace di Savoia-Genova (Roma, 23 giugno 1943) è una nobile italiana appartenente a Casa Savoia e ultima discendente del ramo cadetto dei Savoia-Genova.

## Biografia

### Infanzia
Nata a Roma il 23 giugno 1943, è figlia unica di Eugenio e di Lucia di Borbone-Due Sicilie. Lasciò l'Italia con la madre nel 1946 sull'incrociatore Duca degli Abruzzi per il Portogallo assieme alla regina Maria Josè e i suoi figli. Erano accompagnati dallo scienziato Aldo Castellani.

### Matrimonio
Il 29 aprile 1971 sposò a Losanna Alberto Frioli, figlio dell'armatore Guido Aldo Frioli a cui Umberto II conferirà nel 1976 il titolo ereditario di conte di Rezzano. Dal matrimonio sono nati quattro figli, tre dei quali viventi: Vittorio Eugenio (1972), Maria Cristina, nata nel 1973 e morta a un mese e mezzo di età, Carlo Alberto (1974) e Maria Luce (1978), che portano il cognome "di Savoia Genova Frioli".

### Attività dinastica
Dal 1996, alla morte del padre, ultimo duca di Genova, Maria Isabella è l'ultima discendente del ramo cadetto dei Savoia-Genova. Dal 2006 è presidentessa onoraria del movimento culturale "Rinnovamento nella Tradizione - Croce Reale".

## Ascendenza
|                                       |                                |                                         | Genitori                                 |  |  | Nonni |  |  | Bisnonni                    |  |  | Trisnonni               |  |
|                                       |                                |                                         |                                          |  |  |       |  |  | Ferdinando di Savoia-Genova |  |  | Carlo Alberto di Savoia |  |
|                                       |                                |                                         |                                          |  |  |       |  |  | Ferdinando di Savoia-Genova |  |  | Carlo Alberto di Savoia |  |
|                                       |                                | Maria Teresa d'Asburgo-Lorena           |                                          |  |  |       |  |  | Ferdinando di Savoia-Genova |  |  |                         |  |
| Tommaso di Savoia-Genova              |                                |                                         |                                          |  |  |       |  |  | Ferdinando di Savoia-Genova |  |  |                         |  |
|                                       |                                | Elisabetta di Sassonia                  | Giovanni di Sassonia                     |  |  |       |  |  |                             |  |  |                         |  |
|                                       |                                | Elisabetta di Sassonia                  | Giovanni di Sassonia                     |  |  |       |  |  |                             |  |  |                         |  |
|                                       |                                | Elisabetta di Sassonia                  | Amalia Augusta di Baviera                |  |  |       |  |  |                             |  |  |                         |  |
| Eugenio di Savoia-Genova              |                                | Elisabetta di Sassonia                  |                                          |  |  |       |  |  |                             |  |  |                         |  |
|                                       |                                | Adalberto di Baviera                    | Ludovico I di Baviera                    |  |  |       |  |  |                             |  |  |                         |  |
|                                       |                                | Adalberto di Baviera                    | Ludovico I di Baviera                    |  |  |       |  |  |                             |  |  |                         |  |
|                                       |                                | Adalberto di Baviera                    | Teresa di Sassonia-Hildburghausen        |  |  |       |  |  |                             |  |  |                         |  |
| Isabella di Baviera                   |                                | Adalberto di Baviera                    |                                          |  |  |       |  |  |                             |  |  |                         |  |
|                                       |                                | Amalia Filippina di Borbone-Spagna      | Francesco di Paola di Borbone-Spagna     |  |  |       |  |  |                             |  |  |                         |  |
|                                       |                                | Amalia Filippina di Borbone-Spagna      | Francesco di Paola di Borbone-Spagna     |  |  |       |  |  |                             |  |  |                         |  |
|                                       |                                | Amalia Filippina di Borbone-Spagna      | Luisa Carlotta di Borbone-Due Sicilie    |  |  |       |  |  |                             |  |  |                         |  |
| Maria Isabella di Savoia-Genova       |                                | Amalia Filippina di Borbone-Spagna      |                                          |  |  |       |  |  |                             |  |  |                         |  |
|                                       | Alfonso di Borbone-Due Sicilie | Ferdinando II delle Due Sicilie         |                                          |  |  |       |  |  |                             |  |  |                         |  |
|                                       | Alfonso di Borbone-Due Sicilie | Ferdinando II delle Due Sicilie         |                                          |  |  |       |  |  |                             |  |  |                         |  |
|                                       | Alfonso di Borbone-Due Sicilie | Maria Teresa d'Asburgo-Teschen          |                                          |  |  |       |  |  |                             |  |  |                         |  |
| Ferdinando Pio di Borbone-Due Sicilie | Alfonso di Borbone-Due Sicilie |                                         |                                          |  |  |       |  |  |                             |  |  |                         |  |
|                                       |                                | Maria Antonietta di Borbone-Due Sicilie | Francesco di Borbone-Due Sicilie         |  |  |       |  |  |                             |  |  |                         |  |
|                                       |                                | Maria Antonietta di Borbone-Due Sicilie | Francesco di Borbone-Due Sicilie         |  |  |       |  |  |                             |  |  |                         |  |
|                                       |                                | Maria Antonietta di Borbone-Due Sicilie | Maria Isabella d'Asburgo-Lorena          |  |  |       |  |  |                             |  |  |                         |  |
| Lucia di Borbone-Due Sicilie          |                                | Maria Antonietta di Borbone-Due Sicilie |                                          |  |  |       |  |  |                             |  |  |                         |  |
|                                       |                                | Ludovico III di Baviera                 | Luitpold di Baviera                      |  |  |       |  |  |                             |  |  |                         |  |
|                                       |                                | Ludovico III di Baviera                 | Luitpold di Baviera                      |  |  |       |  |  |                             |  |  |                         |  |
|                                       |                                | Ludovico III di Baviera                 | Augusta Ferdinanda d'Asburgo-Lorena      |  |  |       |  |  |                             |  |  |                         |  |
| Maria Ludovica Teresa di Baviera      |                                | Ludovico III di Baviera                 |                                          |  |  |       |  |  |                             |  |  |                         |  |
|                                       |                                | Maria Teresa Enrichetta d'Asburgo-Este  | Ferdinando Carlo Vittorio d'Asburgo-Este |  |  |       |  |  |                             |  |  |                         |  |
|                                       |                                | Maria Teresa Enrichetta d'Asburgo-Este  | Ferdinando Carlo Vittorio d'Asburgo-Este |  |  |       |  |  |                             |  |  |                         |  |
|                                       |                                | Maria Teresa Enrichetta d'Asburgo-Este  | Elisabetta Francesca d'Asburgo-Lorena    |  |  |       |  |  |                             |  |  |                         |  |
|                                       |                                | Maria Teresa Enrichetta d'Asburgo-Este  |                                          |  |  |       |  |  |                             |  |  |                         |  |

### Ascendenza patrilineare
1. Umberto I, conte di Savoia, circa 980-1047
2. Oddone, conte di Savoia, 1023-1057
3. Amedeo II, conte di Savoia, 1046-1080
4. Umberto II, conte di Savoia, 1065-1103
5. Amedeo III, conte di Savoia, 1087-1148
6. Umberto III, conte di Savoia, 1136-1189
7. Tommaso I, conte di Savoia, 1177-1233
8. Tommaso II, conte di Savoia, 1199-1259
9. Amedeo V, conte di Savoia, 1249-1323
10. Aimone, conte di Savoia, 1291-1343
11. Amedeo VI, conte di Savoia, 1334-1383
12. Amedeo VII, conte di Savoia, 1360-1391
13. Amedeo VIII, duca di Savoia, 1383-1451
14. Ludovico, duca di Savoia, 1413-1465
15. Filippo II, duca di Savoia, 1443-1497
16. Carlo II, duca di Savoia, 1486-1553
17. Emanuele Filiberto, duca di Savoia, 1528-1580
18. Carlo Emanuele I, duca di Savoia, 1562-1630
19. Tommaso Francesco, principe di Carignano, 1596-1656
20. Emanuele Filiberto, principe di Carignano, 1628-1709
21. Vittorio Amedeo I, principe di Carignano, 1690-1741
22. Luigi Vittorio, principe di Carignano, 1721-1778
23. Vittorio Amedeo II, principe di Carignano, 1743-1780
24. Carlo Emanuele, principe di Carignano, 1770-1800
25. Carlo Alberto, re di Sardegna, 1798-1849
26. Ferdinando, primo duca di Genova, 1822-1855
27. Tommaso, secondo duca di Genova, 1854-1931
28. Eugenio, quinto duca di Genova, 1906-1996
29. Maria Isabella di Savoia-Genova, 1943